# 至大
至大（しだい）は、中国・元の武宗カイシャンの治世で用いられた元号。1308年 - 1311年。モンゴル語史料ではČi-daiと転写されている。
- 大徳11年12月29日：カイシャン即位により翌年より踰年改元の詔が下る。
- 至大4年3月18日：アユルバルワダ即位により皇慶に踰年改元の詔が下る。

## 西暦・干支との対照表
| 至大 | 元年   | 2年    | 3年    | 4年    |
| 西暦 | 1308年 | 1309年 | 1310年 | 1311年 |
| 干支 | 戊申   | 己酉   | 庚戌   | 辛亥   |